# Lucrum cessans
La locuzione latina lucrum cessans,  corrispondente l'italiana lucro cessante, indica, in giurisprudenza e nel  diritto, una forma del danno, ed in particolare una forma del danno patrimoniale.
Per alcune categorie di soggetti che abbiano patito un danno economico di natura patrimoniale, è in genere riconosciuta (sebbene con variazioni fra i diversi ordinamenti giuridici nazionali) la fattispecie di quel danno che impedisca al danneggiato di percepire una o più utilità economiche che avrebbe aggiunto al suo patrimonio se il danno non si fosse verificato.
Distinto quindi dal "damnum emergens", danno emergente, che consiste nella diminuzione (in re ipsa riscontrabile) del patrimonio del danneggiato (o più frequentemente nella diminuzione del valore del complesso dei beni e dei diritti afferenti al patrimonio del danneggiato), il lucro cessante riguarda l'interruzione forzata, a causa del patimento di un evento dannoso, di un processo di produzione e/o procacciamento di utilità che, d'ordinario, avrebbe procurato al danneggiato un legittimo accrescimento patrimoniale.
La quantificazione pratica del lucro cessante, che si rende necessaria eminentemente in sede di risarcimento del danno, richiede di operare valutazioni non fondate su un quadro composto solo di elementi concreti, bensì sulla base di ragionevoli, e possibilmente attendibili, proiezioni ipotetiche. Si richiede perciò intanto la verifica dell'effettiva esistenza di un danno (punto sul quale la Suprema Corte appare sempre coerentemente orientata alla necessità di conforto probatorio), simulando i processi operativi e di scelta che il danneggiato avrebbe potuto legittimamente ed ordinariamente perseguire, nonché individuando con precisione quali concrete ed effettive possibilità non si siano tradotte nell'atteso e ricercato vantaggio, a causa dell'evento dannoso.
In questa fase la ricerca richiede perciò la ricostruzione in forma ipotetica delle possibili evoluzioni della situazione del danneggiato, avendo attenzione per quelle che ragionevolmente sia lecito supporre si sarebbero verificate (ed in qual modo e misura), senza l'interruzione provocata dal danno. Una simile indagine è evidentemente ben esposta al rischio di errore (eventualmente per non corretta assunzione dei termini di valutazione). Così come è naturalmente soggetta alla soggettività dell'apprezzamento del singolo magistrato giudicante, ma la variabilità della fattispecie, insieme alla sua congenita indeterminabilità a priori, costringe a rimettersi, sul piano giudiziario, solamente all'equo apprezzamento delle circostanze del caso di specie.
In dottrina, il concetto di lucro cessante (già presente nel diritto romano) dà luogo a studi comparativi con il danno futuro ed il danno potenziale.
| Controllo di autorità | Thesaurus BNCF 69768 · LCCN (EN) sh85078444 · J9U (EN, HE) 987007536142405171 · NDL (EN, JA) 01215017 |